# Varats olidliga lätthet (film)
Varats olidliga lätthet (originaltitel: The Unbearable Lightness of Being) är en amerikansk film från 1988. Den är regisserad av Philip Kaufman och baserad på Milan Kunderas roman med samma namn.

## Handling
Filmen är en kärlekshistoria som utspelar sig i skuggan av Pragvåren 1968. I centrum står tre personer, Tomáš (Daniel Day-Lewis), Sabina (Lena Olin) och Tereza (Juliette Binoche). 
Tomáš är en ogift framstående hjärnkirurg och en känd kvinnotjusare. Hans filosofi tillåter honom inte att tillbringa en hel natt hos en och samma kvinna. Konstnären Sabina är den av hans kvinnor som verkar stå honom närmast, mellan dem finns något mer än bara kroppslig attraktion. Under ett besök på en kurort träffar Tomáš Tereza som faller för honom direkt. Sina principer till trots gifter sig Tomáš med Tereza, men han har inga som helst avsikter att vara henne trogen, utan fortsätter sin tidigare affär med Sabina. 
En vårmorgon 1968 rullar ryska stridsvagnar in i Prag och Sovjetunionen inleder ockupationen av Tjeckoslovakien. Som många andra väljer Sabina och senare även Tomáš och Tereza att lämna landet och söker en tillflyktsort i Schweiz. Sabina förälskar sig där i Franz, en gift universitetsprofessor. Tomáš får ett läkarjobb medan Tereza har svårt att hitta ett vettigt arbete. Hon vantrivs i exil och bestämmer sig för att lämna Tomáš och återvända till Tjeckoslovakien. Tomáš följer dock efter henne och paret återförenas i Prag. Där blir de båda svartlistade av den nya regimen och hindras från att utföra sina arbeten. Tomáš slutar som fönsterputsare och Tereza som servitris.
Franz lämnar sin fru för Sabina som blir rädd och flyr. Hon flyttar till USA för att komma så långt bort från kommunismen som möjligt.
Tereza mår dåligt i Prag och lider mer än någonsin av Tomáš otrohet. Till slut bestämmer sig paret för att flytta till landet.

## Rollista (i urval)
- Daniel Day-Lewis - Tomáš
- Lena Olin - Sabina
- Juliette Binoche - Tereza
- Stellan Skarsgård - ingenjören[4]
- Erland Josephson - ambassadören
- Pavel Landovský - Pavel
- Derek De Lint - Franz
- Donald Moffat - chefskirurgen
- Anne Lönnberg - schweizisk fotograf